# Polizei (Dänemark)
Die Polizei Dänemarks (dänisch: Politiet, färöisch: Løgreglan, grönländisch: Politiit) ist die dänische Nationalpolizei und der für innere Sicherheit zuständige Teil der dänischen Sicherheitskräfte (das dänische Militär ist für äußere Sicherheit zuständig) im Königreich Dänemark, das Dänemark, Grönland und die Färöer-Inseln umfasst.

## Aufgaben
Die Polizei hat die Aufgabe, das Gesetz durchzusetzen und für die öffentliche und soziale Ordnung zu sorgen; außerdem ist sie für die Grenzkontrollen zuständig.
Die Polizei in Dänemark ist auch die Anklagebehörde erster Instanz. Die Polizeijuristen waren daher Uniformträger und hatten polizeiähnliche Amtsbezeichnungen. Seit 2007 tragen nur die Chefanklager (Leitende Oberstaatsanwälte) Uniform. Andere Staatsanwälte mit den Amtsbezeichnungen Advokaturchef (Oberstaatsanwalt), früher Politiadvokat, Specialanklager, Senioranklager (Erster Staatsanwalt), früher Politiassessor af 1. grad, Anklager (Staatsanwalt), frühere Politiassessor, und Anklagerfuldmægtig (Rechtsreferendar), früher Politifuldmægtig, tragen keine Uniform.

## Kennzeichnungspflicht
Siehe auch
Die Kennzeichnungspflicht für Polizeibeamte wurde im Jahr 2016 eingeführt. Die Identifikationsnummer besteht aus einem Buchstaben und vier Ziffern und wird an der Uniform getragen. Bei neuen Uniformen befindet sich die Identifikationsnummer auf der rechten Vorderseite, bei älteren Uniformen muss die Befestigung an den Schulterstücken erfolgen. 
Die Beamten sind im Dienst verpflichtet, ihren Dienstausweis mit sich zu führen, durch den eine gezielte Identifikation möglich ist. Diese Mitführungspflicht besteht generell, eine Ausnahmeregelung gibt es nicht.

## Gliederung
Die Rigspolitiet unter Führung des Polizeipräsidenten (rigspolitichef) ist die oberste Behörde der Polizei im Königreich Dänemark. Aufgabe der Rigspolitiet ist, die Ausrichtung und Strategie der Polizei zu definieren, die Arbeit der Polizeikräfte zu unterstützen sowie die polizeilichen Tätigkeiten auf nationaler Ebene zu koordinieren. Ihr sind alle dänischen Polizeidirektionen unterstellt. Sitz der Behörde ist Kopenhagen.
Die Polizei Dänemarks ist regional in 12 Polizeidirektionen (politikreds, Pl. politikredse) mit Hauptwache (hovedstation) und unterstellten Nebenwachen (lokalstation) gegliedert, wobei Kopenhagen aufgrund seiner Größe eine Sonderrolle einnimmt. Es gibt auch Polizeidirektionen für Grönland und die Färöer-Inseln.
Daneben gibt es die:
- Politiets Efterretningstjeneste: den Inlandsnachrichtendienst Dänemarks
- Politiets Aktionsstyrke: die Spezialeinheiten der dänischen Polizei
- National enhed for Særlig Kriminalitet: Nationale Kriminalitätseinheit, die organisierte Kriminalität, Wirtschaftskriminalität und Internetkriminalität untersucht und verfolgt.

## Ausrüstung

### Uniform

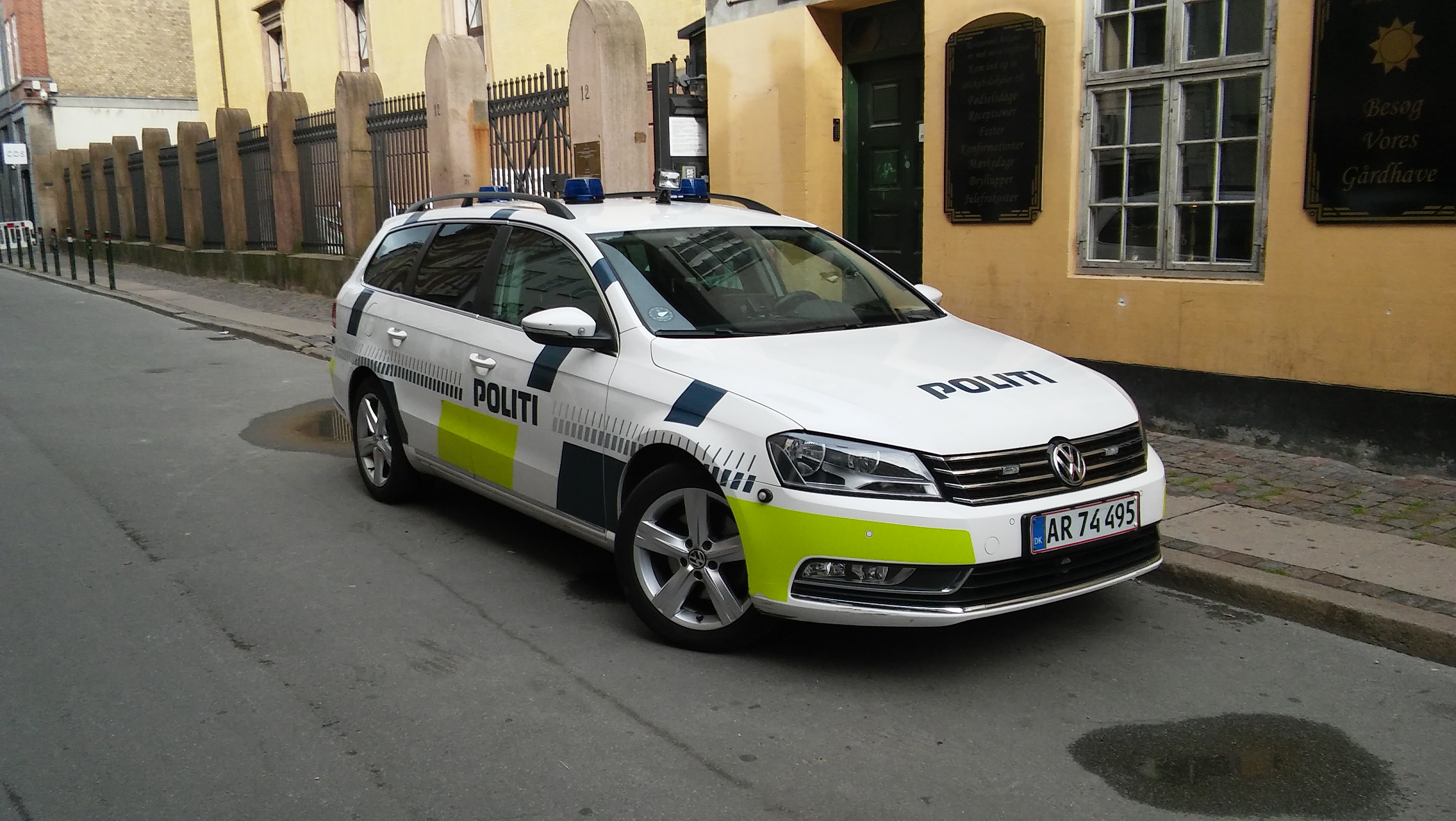
Ein Streifenwagen der Polizei Kopenhagen.

Historisch gesehen trug die dänische Polizei bis 1863 eine rote Uniform, die dann durch eine dunkelblaue mit einem Helm ersetzt wurde.
Die heute übliche Uniform besteht aus einem hellblauen Hemd mit dem Polizeiabzeichen auf dem Ärmel. In der Regel wird auch eine Krawatte getragen. Das Rangabzeichen wird auf den Schultern getragen. Die Hose ist dunkelblau mit reflektierenden Aufnähern. Schwarze Schuhe gehören ebenfalls zur Standarduniform. Spezielle taktische Anzüge sind aus schwer entflammbarem Material gefertigt und werden in Situationen getragen, die eine solche Ausrüstung erfordern. Der taktische Anzug umfasst auch einen Schutzhelm.

### Bewaffnung
Die Standard-Handfeuerwaffe ist die H&K USP Compact 9mm Pistole. Für besondere Aufgaben wird die Maschinenpistole H&K MP5 verwendet. Die Beamten sind auch mit Schlagstöcken und Pfefferspraydosen ausgestattet.